# Margilan
Margilan (Oezbeeks: Margʻilon; Russisch: Маргилан) is een stad in het oosten van Oezbekistan. De stad bevindt zich in de Vallei van Fergana en is het centrum van de Oezbeekse zijde-industrie.
Volgens een legende heeft Alexander de Grote bij zijn verovering van Centraal-Azië hier een tussenstop gemaakt, en werd hem kip (murg) en brood (nan) gegeven, waar de stad haar naam aan te danken heeft.  

## Bezienswaardigheden
- Zijdefabriek Yodgorlik, waar op traditionele wijze zijde geproduceerd wordt.
- Zijdefabriek Margilan, waar op industriele wijze zijde wordt geproduceerd.
- Kuntepa-bazaar.
- Khonakhan-moskee, met twee 26-meter hoge minaretten, en in het hoofdgebouw bijzonder houtsnijwerk.
- Toron-moskee uit het midden van de negentiende eeuw, gelegen net ten noorden van de bazaar.
- Said Akhmad Khodjaev Madrassa, een negentiende-eeuwse school.

## Geboren
- Yulduz Usmonova (12 december 1964), zangeres